# Alingsås HK
Maillots
Le Alingsås Håndbold Klub est un club de handball situé à Alingsås en Suède créé en 1973. Le club évolue en 1re division du Championnat de Suède, compétition qu'il a remporté à deux reprises en 2009 et 2014.

## Palmarès
- Champion de Suède
  - Vainqueur (2) : 2009, 2014.
  - Deuxième (4) : 2015, 2016, 2017, 2019

## Personnalités liées au club
Parmi les personnalités liées au club, on trouve :
- Mikael Aggefors : joueur de 2009 à 2016
- Marcus Ahlm : joueur de 1998 à 2000
- Niclas Barud : joueur de 2017 à
- Oscar Bergendahl : joueur de 2014 à 2018
- Felix Claar : joueur de 2013 à 2020
- Max Darj : joueur de 2009 à 2017
- Per Johansson : entraîneur de 1999 à 2002
- Jesper Konradsson : joueur de 2011 à 2017
- Emil Frend Öfors : joueur de 2014 à 2017
- Gustav Rydergård : joueur de 2006 à 2009